# 강원특별자치도 부교육감
강원특별자치도교육청 부교육감은 대한민국의 정무직 공무원이다. 강원특별자치도교육감을 보좌하며 2급 상당의 고위공무원으로 보한다.

## 역대 부교육감
1. 김상준 1973년 2월 1일 ~ 1973년 12월 12일
2. 안종태 1973년 12월 12일 ~ 1976년 2월 28일
3. 신광철 1976년 2월 28일 ~ 1977년 4월 6일
4. 석봉상 1977년 4월 6일 ~ 1977년 8월 26일
5. 이원직 1977년 8월 26일 ~ 1979년 8월 1일
6. 김정현 1979년 8월 1일 ~ 1980년 7월 10일
7. 이건명 1980년 7월 10일 ~ 1981년 8월 5일
8. 박대현 1981년 8월 5일 ~ 1991년 8월 17일
9. 성기선 1991년 8월 17일 ~ 1993년 4월 16일
10. 허만윤 1993년 4월 16일 ~ 1993년 7월 7일
11. 김용배 1993년 7월 7일 ~ 1996년 5월 27일
12. 김평수 1996년 5월 27일 ~ 1997년 12월 20일
13. 김병두 1997년 12월 20일 ~ 1999년 9월 21일
14. 이기호 1999년 9월 21일 ~ 2001년 2월 7일
15. 송영식 2001년 2월 7일 ~ 2003년 8월 6일
16. 전찬환 2003년 8월 6일 ~ 2005년 9월 26일
17. 백종면 2005년 9월 26일 ~ 2006년 12월 31일
18. 조홍래 2007년 1월 1일 ~ 2007년 11월 23일
19. 김관복 2007년 11월 23일 ~ 2008년 6월 11일
20. 이상범 2008년 6월 11일 ~ 2010년 1월 31일
21. 강정길 2010년 2월 1일 ~ 2011년 6월 30일
22. 박기용 2011년 7월 1일 ~ 2013년 11월 30일
23. 김진수 2020년 7월 8일 ~ 2022년 9월 30일
24. 김병규 2022년 10월 3일 ~ 2023년 6월 11일

### 강원특별자치도 부교육감
1. 김병규 2023년 6월 11일 ~ 2023년 11월 1일
2. 오성배 2023년 11월 1일 ~

## 같이 보기
- 강원특별자치도교육청
- 강원특별자치도 부지사
- 강원특별자치도교육감